# هاوية (أديان)
في الكتاب المقدس، الهاوية (بالإنجليزية: abyss)، هي مساحة عميقة لا حدود لها. المصطلح يأتي من اليونانية ςος، والتي تعني قاع أو غور، غير محدود. يستخدم كصفة وصفية. يظهر في السبعونية، أقدم ترجمة يونانية للكتاب العبري، وفي العهد الجديد.
بالمعنى الأصلي لليهوم العبري ، كانت الهاوية هي المياه أو الفوضى البدائية التي نشأ منها العالم المنظم (Genesis 1:2). يمكن أن يشير المصطلح أيضًا حرفيًا إلى أعماق البحر أو المصدر العميق للينابيع أو داخل الأرض.
بمعنى ممتد لاحقًا في الأدب اليهودي بين الثقافات، كانت الهاوية هي العالم الآخر ، إما دار الموتى ( شيول ) أو في نهاية المطاف عالم الأرواح المتمردة ( الجحيم ). بالمعنى الأخير ، على وجه التحديد ، كان ينظر إلى الهاوية في كثير من الأحيان كسجن للشياطين . تم اختيار هذا الاستخدام في العهد الجديد. أرسل يسوع خنزير الجادرين إلى الهاوية ( Luke 8:31 ) Luke 8:31 المسيح الدجال من الهاوية ( Revelation 11:7 ). يستخدم بولس المصطلح في Romans 10:7 عند اقتباس Psalm 71:20، في إشارة إلى دار الموتى. وفي الإسلام الهاوية أحد الأسماء التي تطلق على جهنم.